# Coupe d'Angleterre de football 1965-1966
Navigation
Coupe d'Angleterre 1964-1965 Coupe d'Angleterre 1966-1967
La Coupe d'Angleterre de football 1965-1966 est la 85e édition de la Coupe d'Angleterre de football. Everton remporte sa troisième Coupe d'Angleterre de football au détriment de Sheffield Wednesday sur le score de 3-2, au cours d'une finale jouée dans l'enceinte du stade de Wembley à Londres.

## Demi-finales
| 23 avril 1966 | Everton    | 1–0 | Manchester United | Burnden Park, Bolton           |                                |
|               | Harvey 79e |     |                   | Arbitrage : Eric Jennings (en) | Arbitrage : Eric Jennings (en) |

| 23 avril 1966 | Sheffield Wednesday      | 2–0 | Chelsea | Villa Park, Birmingham  |                         |
|               | Pugh 57e · McCalliog 90e |     |         | Arbitrage : Ken Dagnall | Arbitrage : Ken Dagnall |

## Finale
| Titulaires : |  |
| |  |
| 1 Gordon West 2 Tommy Wright 3 Ray Wilson 4 Jimmy Gabriel 5 Brian Labone (c) 6 Brian Harris 7 Alex Scott 8 Mike Trebilcock 9 Alex Young 10 Colin Harvey 11 Derek Temple |  |
| Entraîneur : |  |
| Harry Catterick |  |

| Titulaires : |  |
| |  |
| 1 Ron Springett 2 Wilf Smith 3 Don Megson 4 Peter Eustace 5 Sam Ellis 6 Gerry Young 7 Graham Pugh 8 John Fantham 9 Jim McCalliog 10 David Ford 11 John Quinn |  |
| Entraîneur : |  |
| Alan Brown |  |

| Titulaires : |  |
| |  |
| 1 Gordon West 2 Tommy Wright 3 Ray Wilson 4 Jimmy Gabriel 5 Brian Labone (c) 6 Brian Harris 7 Alex Scott 8 Mike Trebilcock 9 Alex Young 10 Colin Harvey 11 Derek Temple |  |
| Entraîneur : |  |
| Harry Catterick |  |

| Titulaires : |  |
| |  |
| 1 Ron Springett 2 Wilf Smith 3 Don Megson 4 Peter Eustace 5 Sam Ellis 6 Gerry Young 7 Graham Pugh 8 John Fantham 9 Jim McCalliog 10 David Ford 11 John Quinn |  |
| Entraîneur : |  |
| Alan Brown |  |

| Everton | Sheffield Wednesday |